# Ângela Maria
Abelim Maria da Cunha, conocida como Ângela Maria (Conceição de Macabu, 13 de mayo de 1929-São Paulo, 29 de septiembre de 2018), fue una cantante y actriz brasileña.

## Biografía
De familia humilde, su madre era ama de casa, y su padre, pastor de iglesia evangélica. Debido a esto, cuando niña cantaba en el coro de una Iglesia Bautista próxima a su casa. Por lo tanto, fue aprendiendo a amar la música y el universo de las melodías. Durante su infancia y adolescencia, vivió en las ciudades de Niterói, São Gonçalo, y São João de Meriti.
Durante su juventud trabajó en una fábrica de lámparas, y también como tejedora de la industria textil, pero siempre quiso ser cantante, soñaba con ir a la radio y tener éxito, pero su padre estaba en contra por ser demasiado religioso, queriendo a su hija yendo a la iglesia, y de casarse pronto, pero ella no tenía ganas de vivir así, e iría en pos de su sueño, que era cantar.

### Carrera
En 1947, a los 19 años, trabajaba de día, y de noche, intentaba por todos los medios en conseguir una prueba en algún programa de música, yendo de radio en radio para participar en sorteos, hasta que pudo ser premiada y se presentó al jurado en una radio, y pasó la prueba. Con eso, comenzó a actuar como cantante en "Pescando Estrelas", un programa de estudiantes de primer año. Adoptó el nombre de Ângela Maria para no ser identificada por la familia, que no sabía, y no la dejarían salir de la casa. Su interpretación fue considerada bellísima, siempre tuvo la puntuación más alta y ganó todos los concursos. Todo el mundo la quería para cantante y así pudo cantar en el famoso Dancing Avenida y después en la radio Mayrink Veiga. En 1951, con la familia ya sabiéndolo todo, y aún aceptando a regañadientes la voluntad de su hija, Angela grabó su primer disco. Así llegó el éxito que siempre la acompañaría.
Con gran éxito en Brasil, pasó a viajar por el mundo, con bellas canciones con su voz considerada como muy armónica. Además de cantar, tomó cursos de teatro, y actuó en cine, en el largometraje Portugal, Minha Saudade en 1973.
Ângela se consagró como una de las grandes intérpretes del género samba-canción (subgénero de la samba surgido en la década de 1930), al lado de Maysa, Nora Ney y de Dolores Duran.
Grabó decenas de éxitos como Não Tenho Você, Babalu, Cinderela, Moça Bonita, Vá, mas Volte, Garota Solitária, Falhaste coração, Canto paraguaio, A noite e a despedida, Gente humilde, Lábios de mel, etc.
En 1994, fue homenajeada por la "Escola de Samba Paulistana Rosas de Ouro", que con Enredo "Sapoti", fue consagrada Campeona del Carnaval de São Paulo, en ese año.
En 1996, fue contratada por la grabadora Sony Music y así lanzó el CD Amigos, con la participación de varios artistas como Roberto Carlos, Gal Costa, Caetano Veloso, Alcione, Fafá de Belém entre otros. El trabajo fue un éxito, celebrado en un espectáculo en el Metropolitan, actual Claro Hall de Río de Janeiro, y un especial en la Rede Globo. El disco vendió más de 500 mil copias.
Fue una fase de su carrera muy feliz de la cantante que, al año siguiente, presentó el álbum Pela Saudade que Me Invade, con éxitos de Dalva de Oliveira, y un año después grabó, con Agnaldo Timóteo, el CD Só Sucessos, también en la lista de los cien álbumes más vendidos nacionales. Después de la salida de Sony, Ângela volvió a grabar en 2003, esta vez por la Lua Discos, el Disco de Ouro, que con un sesgo ecléctico, cubre a compositores que van desde Djavan a Dolores Duran.
En 2011, después de 45 años del surgimiento de la serie Depoimentos para a Posteridade del Museo de la Imagen y del Sonido, de Río de Janeiro, fue invitada el 23 de agosto para dejar registro de su historia. En la entrevista contó pasajes importantes de su carrera artística, afirmando haber grabado 114 álbumes y vendido cerca de 60 millones de copias.
En las elecciones municipales de 2012, se postuló para concejala de São Paulo por el PTB, aunque no fue elegida.

## Vida privada
Ângela siempre decía en las entrevistas haber sufrido en la vida personal. Por no poder tener hijos, por problemas uterinos que había descubierto cuando era adolescente, estaba constantemente en el blanco de los medios de comunicación, que siempre jugó ese asunto inventando rumores, dejándola herida y enojada porque ella siempre quiso ser madre. La cantante estuvo casada con más de cuatro maridos, y tuvo otros novios, y reveló que siempre sufrió en las manos de todos ellos, soportando humillaciones, e incluso agresiones físicas, siempre interfiriendo con su carrera. Y reveló que intentó el suicidio. Cuenta que casi perdió todo debido a que su patrimonio fue manejado por sus asesores, que incluso ella les daba dinero, además los empresarios no pagaban sus facturas y constantemente la robaban. En 1967, desesperada con su vida, huyó de Río a São Paulo, y allí pasó a ser cada vez más estafada, y luego reapareció años después, pero por mucho tiempo vivió en gran pobreza. Ângela Maria reveló que su mejor amigo siempre fue Cauby Peixoto y que era rival de Dalva de Oliveira, pues las dos se disputaban los fanes.
En 1979, con 51 años y viviendo sola, conoció a un hombre de 18 años, que cambiaría su vida. Él estaba comprometido con una chica de su edad, pero este joven, llamado Daniel, al igual que Angela, abandonó a su novia y los dos comenzaron a tener una relación amorosa intensa, lo que sorprendió a todos, y la pareja sufrió mucho los prejuicios. Además Angela estaba muy triste con la prensa. Daniel la ayudó cuando ella casi pierde todo, dándole fuerzas a ella y arreglando trabajos de cantora. Vivieron juntos durante 33 años, hasta que el 13 de mayo de 2012, el día de su 84.º cumpleaños, le pidió a su novio, de 51, matrimonio, y en esa fecha los dos se casaron formalmente en una fiesta con familiares y amigos. Ângela dice que está muy feliz y que es el único hombre que la hizo realmente feliz.

## Filmografía
- 1954 - Rua Sem Sol .... actor invitado[10]
- 1955 - O Rei do Movimento
- 1956 - Fuzileiro do Amor
- 1956 - Com Água na Boca
- 1956 - Fugitivos da Vida
- 1956 - O Feijão é Nosso
- 1956 - Tira a mão daí!
- 1957 - Rio Zona Norte
- 1957 - Feitiço do Amazonas
- 1957 - Metido a Bacana
- 1957 - O Negócio Foi Assim
- 1957 - O Samba na Vila
- 1957 - Rio Fantasia
- 1959 - Quem Roubou Meu Samba?
- 1959 - Dorinha no Society
- 1961 - América a medianoche
- 1961 - Caminho da Esperança
- 1966 - 007 1/2 no Carnaval
- 1967 - Carnaval Barra Limpa[11]
- 1973 - Portugal...Minha Saudade
- 1975 - A Extorsão